# Job Castillo
Job Castillo Galindo (Guadalajara, 1 de noviembre de 1992) es un deportista mexicano que compitió en bádminton. Ganó dos medallas de bronce en los Juegos Panamericanos, en los años 2015 y 2023.

## Palmarés internacional
| Juegos Panamericanos | Juegos Panamericanos | Juegos Panamericanos | Juegos Panamericanos |
| Año                  | Lugar                | Medalla              | Prueba               |
| -------------------- | -------------------- | -------------------- | -------------------- |
| 2015                 | Toronto (Canadá)     | Medalla de bronce    | Dobles               |
| 2023                 | Santiago (Chile)     | Medalla de bronce    | Dobles               |